# Чиченов, Пётр Леонтьевич
Пётр Леонтьевич Чиченов (12 июля 1925, Должанская Слобода — 3 апреля 2003, Брянск) — советский строитель, бригадир монтажников, наставник молодёжи строительно-монтажного управления № 6 Брянского треста домостроения Министерства промышленного строительства СССР. Герой Социалистического Труда (1976).

## Биография
Пётр Леонтьевич Чиченов родился 12 июля 1925 года в деревне Должанская Слобода  Брянской губернии, ныне — Дубровского района Брянской области в русской крестьянской семье,где воспитывались ещё 2 брата Николай и Михаил и 2 сестры Мария и Лидия.
Окончил Брянский строительно-технологический техникум, после чего, вплоть до пенсии проработал в строительно-монтажном управлении № 6 Брянского треста домостроения Министерства промышленного строительства СССР. Возглавлял бригаду монтажников, являлся наставником молодежи, новатором производства. Одному из первых в тресте, в 1965 году, присвоено звание «Ударник коммунистического труда», в 1968 году — почётное звание «Заслуженный строитель РСФСР». По итогам 8-й пятилетки награждён орденом Ленина, а по итогам 9-й пятилетки — присвоено звание Героя Социалистического Труда с вручением ордена Ленина и золотой медали «Серп и Молот».
Избирался депутатом Брянского городского и Бежицкого районного Советов депутатов трудящихся.
Умер 3 апреля 2003 года в городе Брянске, похоронен на кладбище села Дарковичи Брянского района Брянской области.

## Награды
- Звание Героя Социалистического Труда (5.3.1976) с вручением золотой медали «Серп и Молот» (№ 17457)[1]
- Орден Ленина (5.4.1971)
- Орден Ленина (5.3.1976 — № 423795)
- Медаль «В ознаменование 100-летия со дня рождения Владимира Ильича Ленина» (1970)
- Заслуженный строитель РСФСР (22.3.1968)
- Ударник коммунистического труда (28.7.1965)
- Медаль «За трудовую доблесть» (26.4.1963)

## Публикации
- Чиченов П. Л. Строить быстро, добротно. — Тула: Приокское книжное издательство, 1971. — 32 с. — (Опыт новатора).

## Память
- Онлайн-экспозиция на сайте Брянской областной научной универсальной библиотеки имени Ф. И. Тютчева[2] и на сайте Дубровской школы № 1 имени генерал-майора И. С. Никитина[3].